# Mragel
Mragel is een bestuurslaag in het regentschap Lamongan van de provincie Oost-Java, Indonesië. Mragel telt 1150 inwoners (volkstelling 2010).